# Schneekanone

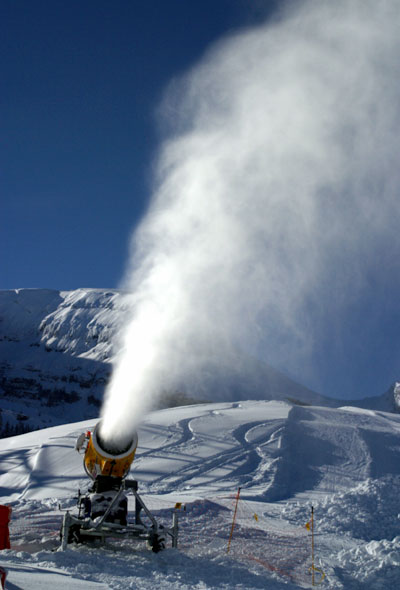
Schneeerzeuger in Aktion

Skipiste mit Kunstschnee, Savognin (Schweiz)

Mit Schneekanonen, Beschneier oder Schneeerzeuger wird mit Hilfe von zugeliefertem Wasser mittels eines Luftstroms Schnee technisch erzeugt. Der Begriff Schneeerzeuger wird im technischen Sprachgebrauch oft für eine Schneekanone verwendet, auch wenn Schneilanze (oder Schneelanze) genauso diesem Begriff zugeordnet ist.
Die Beschneiungsanlage ist die Gesamtheit der Komponenten einer technischen Beschneiungseinrichtung zur maschinellen Erzeugung von Schnee. Komponenten einer Beschneiungsanlage sind Wasserspeicher, Pumpen, Kompressoren, Wasser-/Luft-/Stromzuleitungen und Schneeerzeuger.
Sie werden in Wintersport-Gebieten eingesetzt, wenn durch zu geringen Schneefall oder durch Tauwetter die Schneehöhe zur Ausübung von Wintersportarten, wie beispielsweise Skifahren und Snowboarden, nicht ausreicht. Damit soll die Schneesicherheit und damit die Wirtschaftlichkeit des Betriebs von Skigebieten angesichts der klimatischen Veränderungen erhöht werden.
Der umgangssprachliche Begriff „Kunstschnee“ wurde in der Branche inzwischen durch den Begriff „technischer Schnee“ ersetzt. Dieser Begriff entstand aus der Überlegung heraus, dass auch der technisch erzeugte Schnee nichts Künstliches enthält, sondern vielmehr mit technischen Hilfsmitteln hergestellt wurde. Als Kunstschnee wird Schnee aus Plastik und Styropor bezeichnet.
In Österreich wurde ein bundesweit einheitlicher Leitfaden für das wasserrechtliche Behördenverfahren von Beschneiungsanlagen herausgegeben.

## Technische Verfahren
Die Propellerkanone und die Schneelanze als die meist in Skigebieten angewendeten Geräte sowie die Druckluftkanone ahmen die natürliche Entstehung von Schnee nach, bei der kleine Wassertropfen langsam kristallisieren und so die charakteristische Form der Schneekristalle ausbilden können. Die aus den Geräten austretenden Wassertropfen verdunsten in der trockenen Winterluft teilweise, wodurch sie abkühlen. Ist der Gefrierpunkt erreicht, kristallisieren sie an den Kristallisationskeimen. Je trockener die Umgebungsluft ist, desto besser wirkt der Abkühlungsvorgang und umso effektiver arbeiten die Geräte. Kühlwirkung entsteht durch die Entspannung verdichteter Luft.

### Propellermaschine
Zentrales Element ist ein Ventilator bzw. ein Turbokompressor, der in einem Rohr einen starken Luftstrom erzeugt. Rings um den Rohrausgang befindet sich der Düsenstock mit zumeist mehreren Kränzen. Außen sind meist Nukleatordüsen (Mischdüsen Wasser und Druckluft), sie produzieren kleine Eiskristalle als Kristallisationskeime. Die inneren Düsen versprühen Wasser. Die Druckluft wird im Gerät mit einem Kompressor erzeugt. Der Kühleffekt ergibt sich aus der Entspannung der Luft vom Ventilator und der Druckluft sowie aus der Verdunstungskälte.
Die Menge der Wassertropfen muss den Witterungsbedingungen wie Temperatur und Luftfeuchtigkeit sowie der Wurfweite angepasst werden, um optimale Eigenschaften des technischen Schnees zu erreichen.
Die Propellerkanone ist in großen Einheiten herstellbar, hat dementsprechend einen hohen Geräuschpegel und wird stationär oder mobil eingesetzt.

### Schneelanze
Schneelanzen oder Schneilanzen bestehen aus einem charakteristischen, bis zu 14 Meter langen, senkrechten oder schrägen Aluminiumrohr. An der Spitze befinden sich Wasser- sowie Luft- bzw. Nukleatordüsen. In das bei Austritt aus der Wasserdüse zerstäubte Wasser wird Druckluft geblasen. Die Luft dehnt sich aus und kühlt dadurch ab, wodurch Eiskeime entstehen, an denen eine Kristallisation des zerstäubten Wassers stattfindet. Durch die Höhe und die langsame Sinkgeschwindigkeit bleibt genügend Zeit für diesen Prozess. Die Geräte haben vergleichsweise geringe Leistungen, kleine Reichweiten und eine stärkere Windempfindlichkeit.
Vorteile gegenüber Propellerkanone sind niedrigere Investitionen (nur Leitungssystem mit Luft- und Wasseranschluss, zentrale Kompressorstation), geringe Lautstärke, halber Energieverbrauch pro Schneemenge. Sie sind wartungs- und verschleißarm.

### Druckluftkanone
Aus einer Düse tritt ein Wasser-Druckluft-Gemisch mit einem Druck von 5–10 bar aus. Bei der Ausdehnung auf Normaldruck kühlt das Luft-Wasser-Gemisch ab, sodass die Wassertröpfchen gefrieren können. Druckluftkanonen liefern eine vergleichsweise gute Schneeleistung im Grenztemperaturbereich um 0 °C. Sie haben einen hohen Energieverbrauch für die Luftkompression zur Kälteerzeugung. Das Verfahren weist eine geringe Windempfindlichkeit auf. Die Schallleistungspegel von Druckluftkanonen sind im Vergleich zu anderen Verfahren hoch.

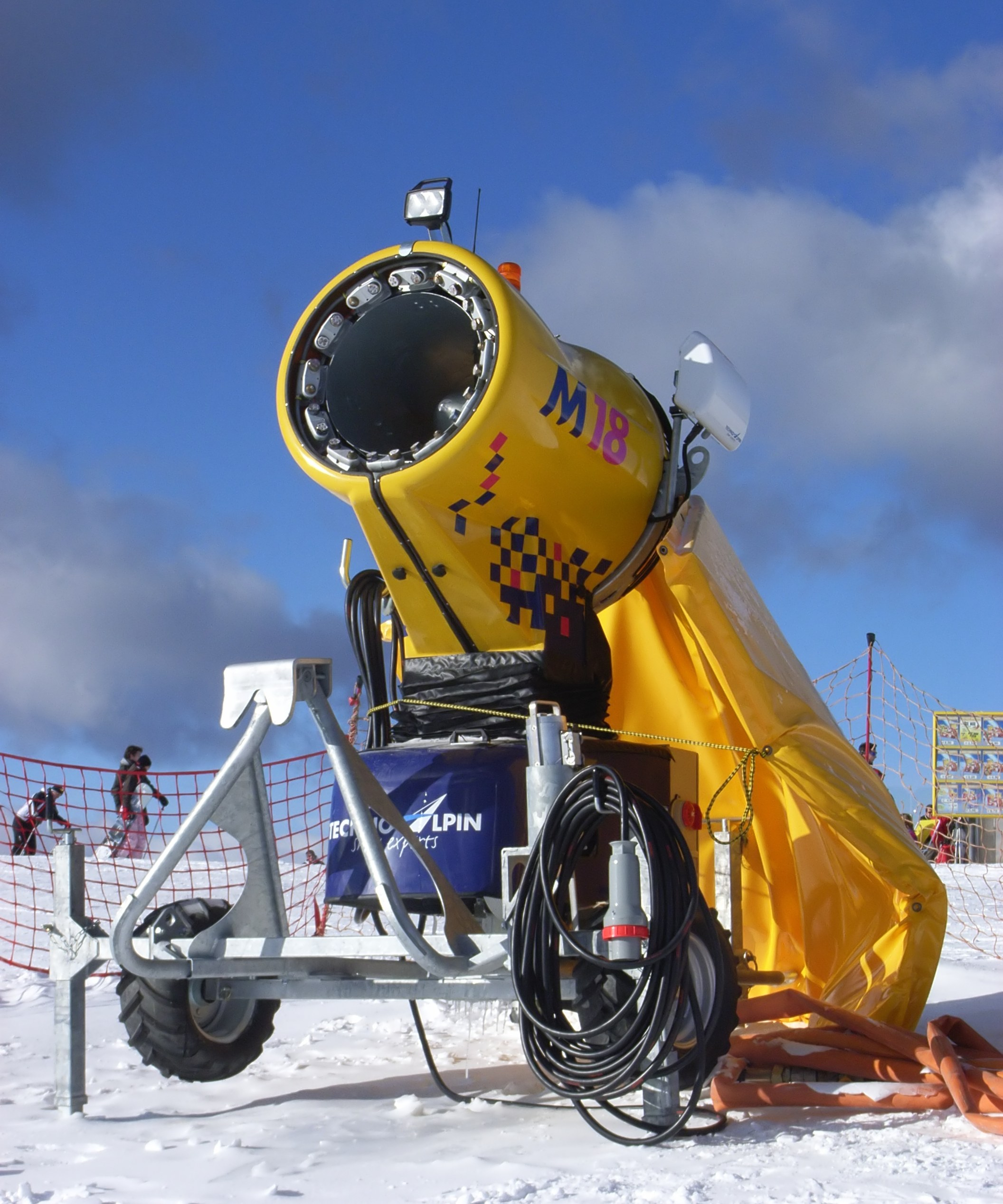
Mobile Propellerkanone
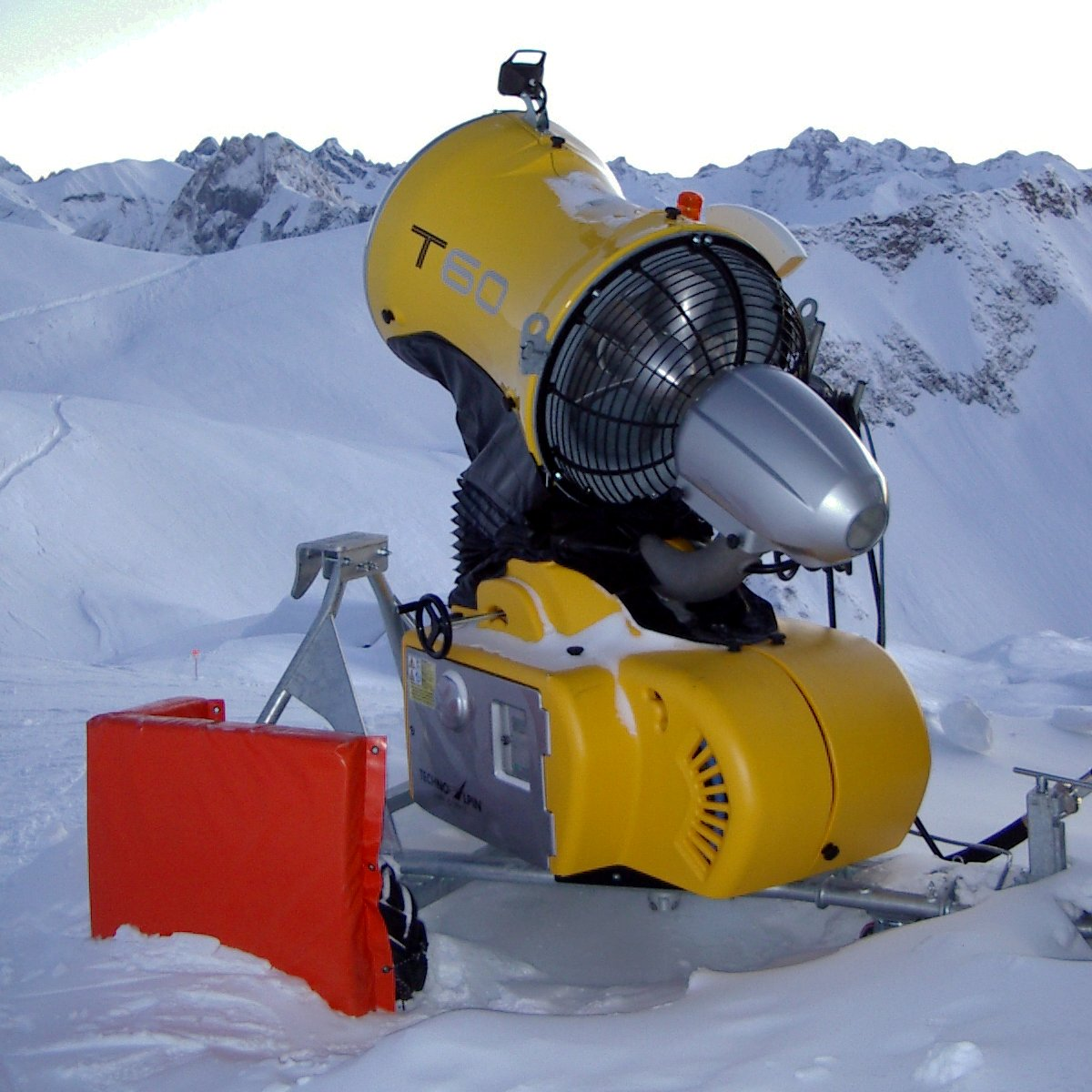
Rückansicht mit Gebläse, unten der Kolbenkompressor für die Druckluft
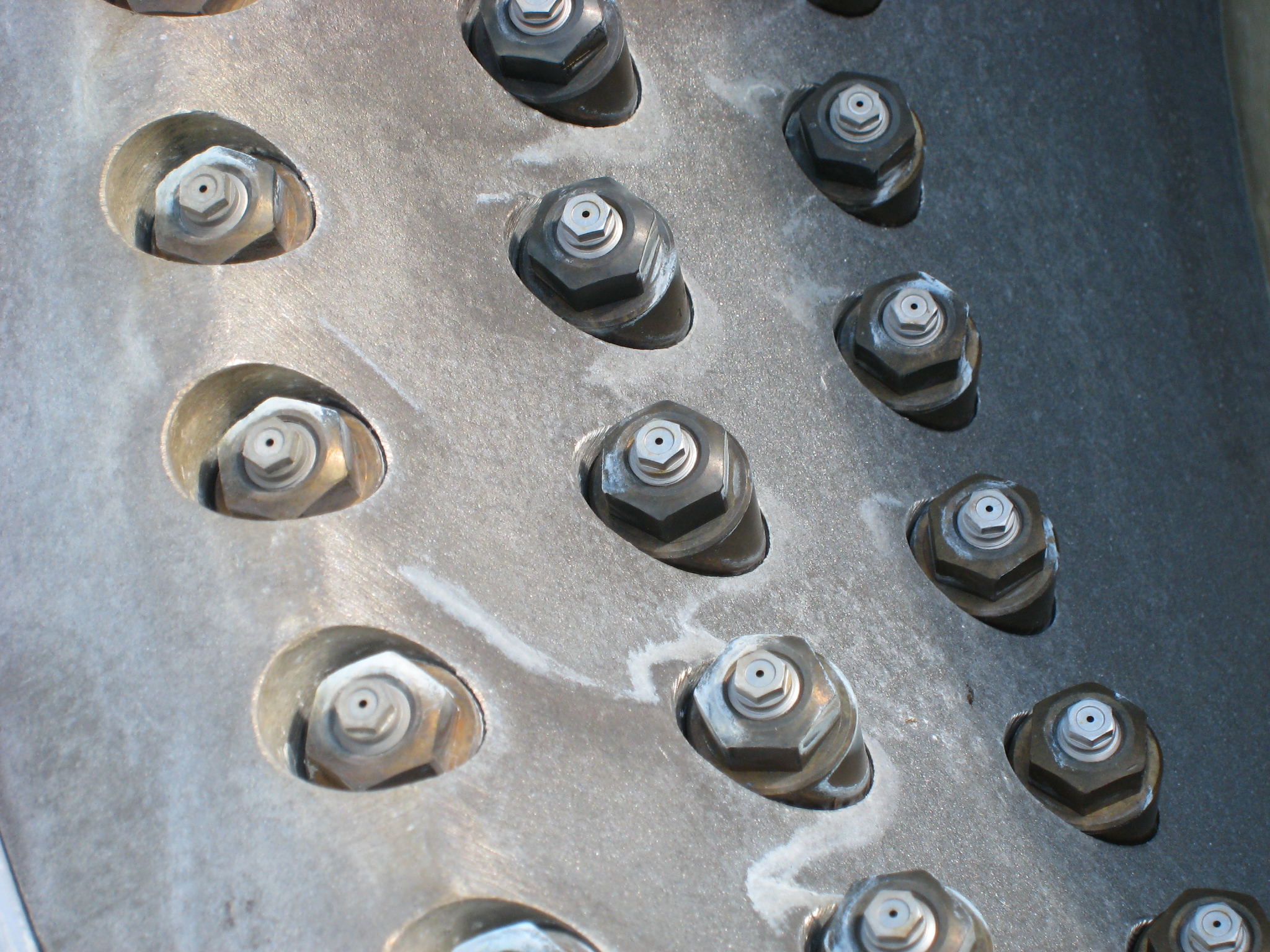
Düsen am Rohrinnenrand einer Propellerkanone
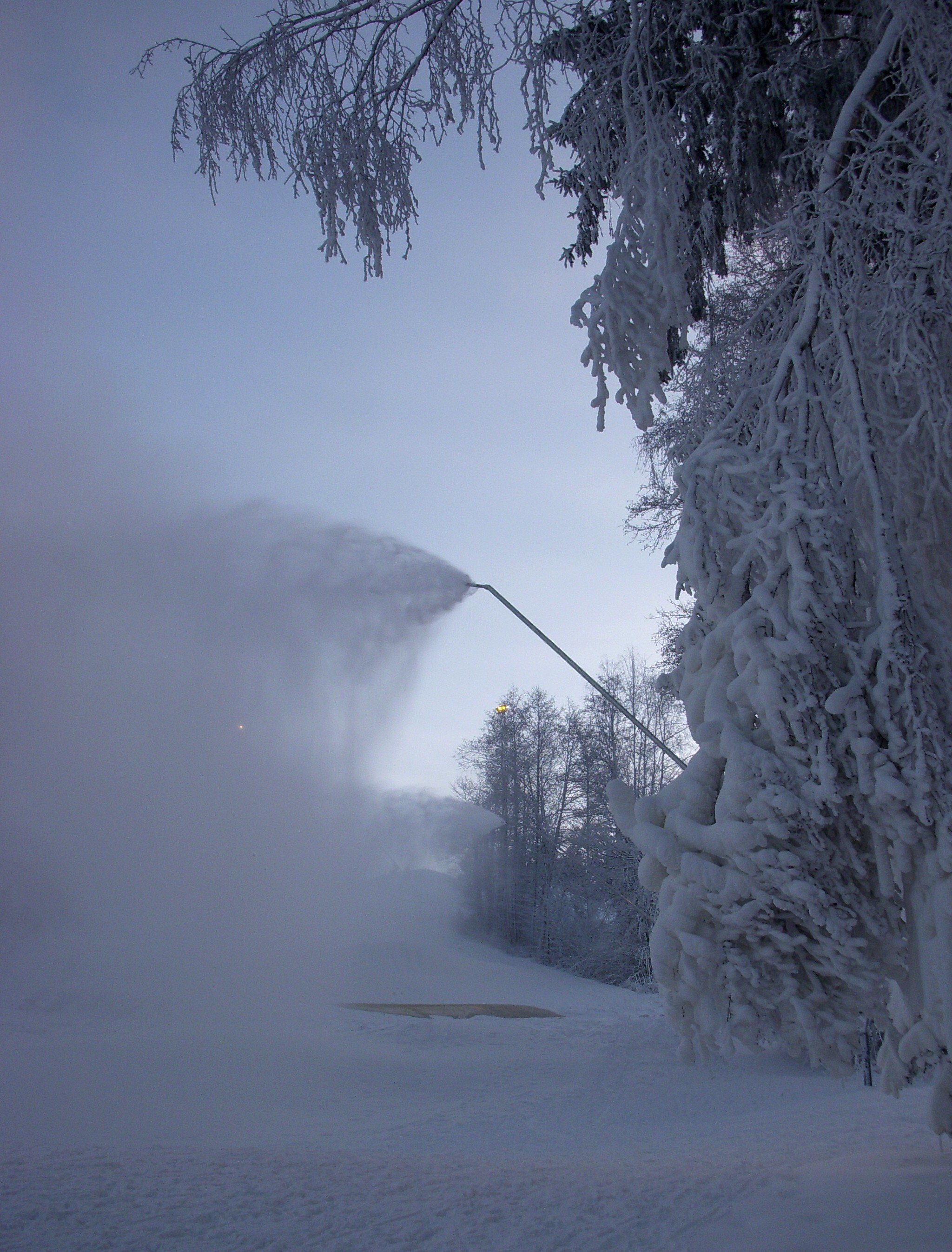
Schneelanze
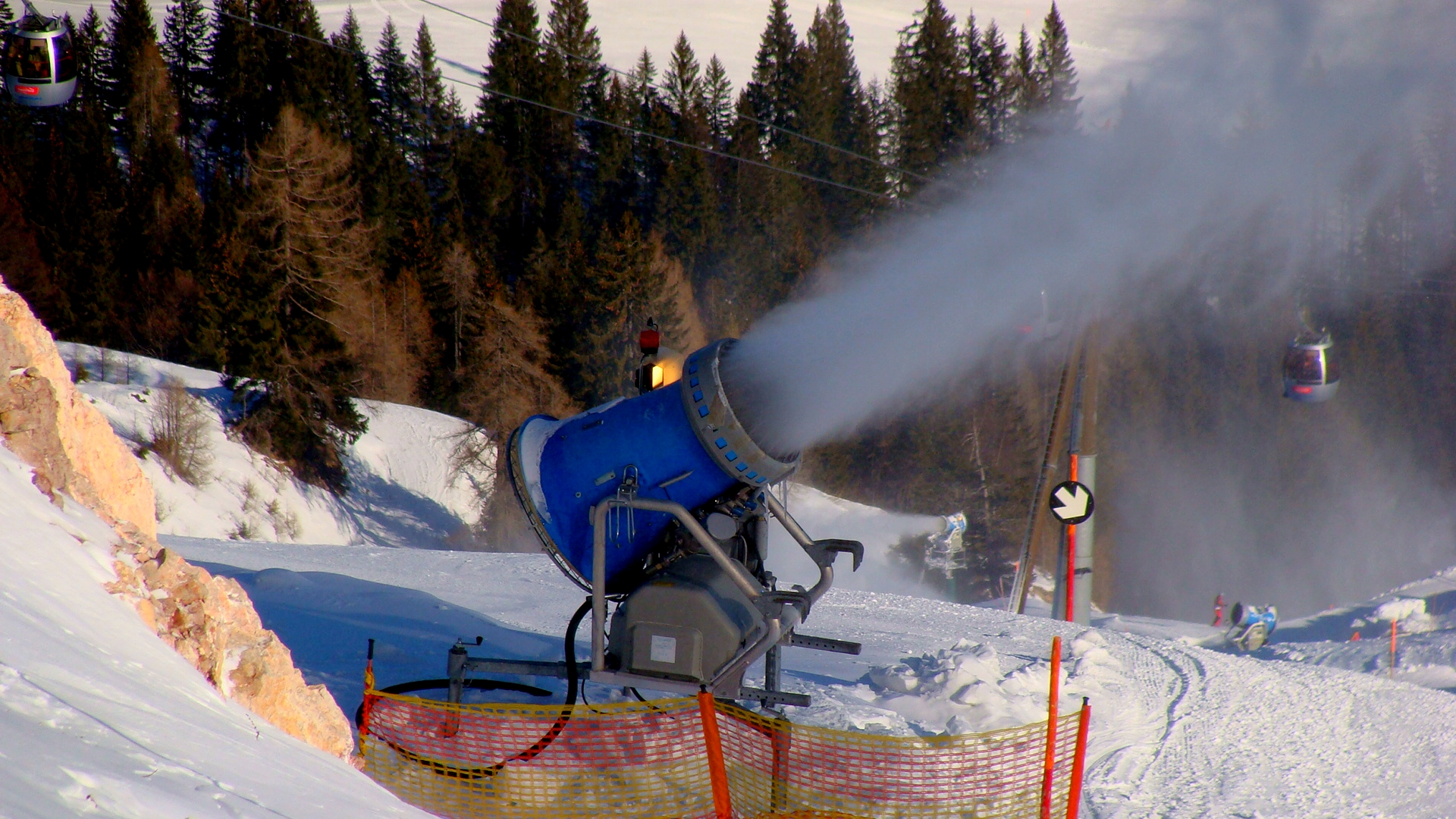
Seitenansicht einer Schneekanone

### Weitere Verfahren
Eiskanone
Wasser wird entweder zu Eisblöcken gefroren, die dann zerstoßen werden, oder auf eine rotierende gekühlte Trommel aufgespritzt und abgeschabt. Mittels Druckluft und Schlauchleitung kann der „Schnee“ gezielt verteilt werden. Dies funktioniert unabhängig von der Außentemperatur, allerdings entstehen nur Eissplitter, nicht Schneeflocken. Jene eignen sich nur schlecht zum Skifahren. Das Verfahren wird hauptsächlich für Veranstaltungen und Werbezwecke verwendet.
Kryo-Kanone
Wasser und Druckluft werden mit Flüssigstickstoff (liquid nitrogen, kurz LN) vermischt ausgebracht. LN wird tiefkalt und fast drucklos im Sattelauflieger-Tank geliefert und kühlt die umgebenden Medien Wasser und Luft, indem er siedet. Durch den niedrigen Siedepunkt von Stickstoff lässt sich auch bei hohen Umgebungstemperaturen Schnee erzeugen. Den hohen Kosten entsprechend wird das Verfahren nur bei Veranstaltungen eingesetzt.
Vakuum-Schneeerzeuger
Ein Vakuum verdampft einen Teil des Wassers in einem Behälter eines sogenannten „Freezers“, wodurch aufgrund der Verdunstungskälte ein Wasser-Eis-Gemisch entsteht, das in einen „Schnee-Separator“ gepumpt wird, wo die Eisteilchen entfernt und ausgestoßen werden.
Auf Grund seiner Größe ist der Erzeuger nur mittels Lastkraftwagen bewegbar und benötigt eine vergleichsweise hohe Energiemenge. Dafür kann auch bei sommerlichen Temperaturen mit gekühltem Wasser und einer erheblichen Kühlwassermenge 'Frühlingsschnee' produziert werden. Die Eignung für kommerzielle Pistenbeschneiung ist eher zweifelhaft, da bei warmen Außen- bzw. Bodentemperaturen eine brauchbare Schneequalität nicht erreichbar ist, hingegen bei niedrigeren Temperaturen zweckmäßiger Propeller- bzw. Lanzensysteme eingesetzt werden.

## Eigenschaften von technisch erzeugtem Schnee
Die Eigenschaften von Schnee hängen maßgeblich von der Form der Schneekristalle, der Temperatur sowie vom Flüssigwassergehalt ab. Die Form der Kristalle wird durch die meteorologischen Umweltbedingungen bei der Kristallisation bestimmt, sowohl bei natürlichem als auch bei technischem Schnee. Zu den Umweltbedingungen zählen vor allem die Temperatur und Luftfeuchtigkeit, aber auch der Luftdruck.
Technischer Schnee unterscheidet sich in seiner Struktur (30–350 Mikrometer, Kugelform) ganz wesentlich von Neuschnee (50–100 Mikrometer, hexagonale Formen). Je nach äußeren Bedingungen beträgt die Dichte von künstlich erzeugtem Schnee 300–500 kg/m³ (Naturschnee: 10–80 kg/m³). Diese Unterschiede führen dazu, dass die Albedo (Maß für das Rückstrahlvermögen) geringer als die von Naturschnee ist und die Wärmeleitfähigkeit der technisch erzeugten Schneedecke höher ist. Direkt nach dem Beschneien können in den Eiskügelchen Wassereinschlüsse beobachtet werden.
Technischer Schnee unterscheidet sich in seiner Form von Naturschnee dadurch, dass Naturschnee bei Wasserdampf-Übersättigung, bei geringerem Luftdruck und sehr viel langsamer entsteht.
Kunstschnee ist durch höhere Wärmebeständigkeit, höhere Dichte, verbunden mit kompakterer und härterer Beschaffenheit gekennzeichnet. Technischer Schnee schmilzt langsamer als Naturschnee und bildet weniger schnell Buckel.

## Energie- und Wasserverbrauch

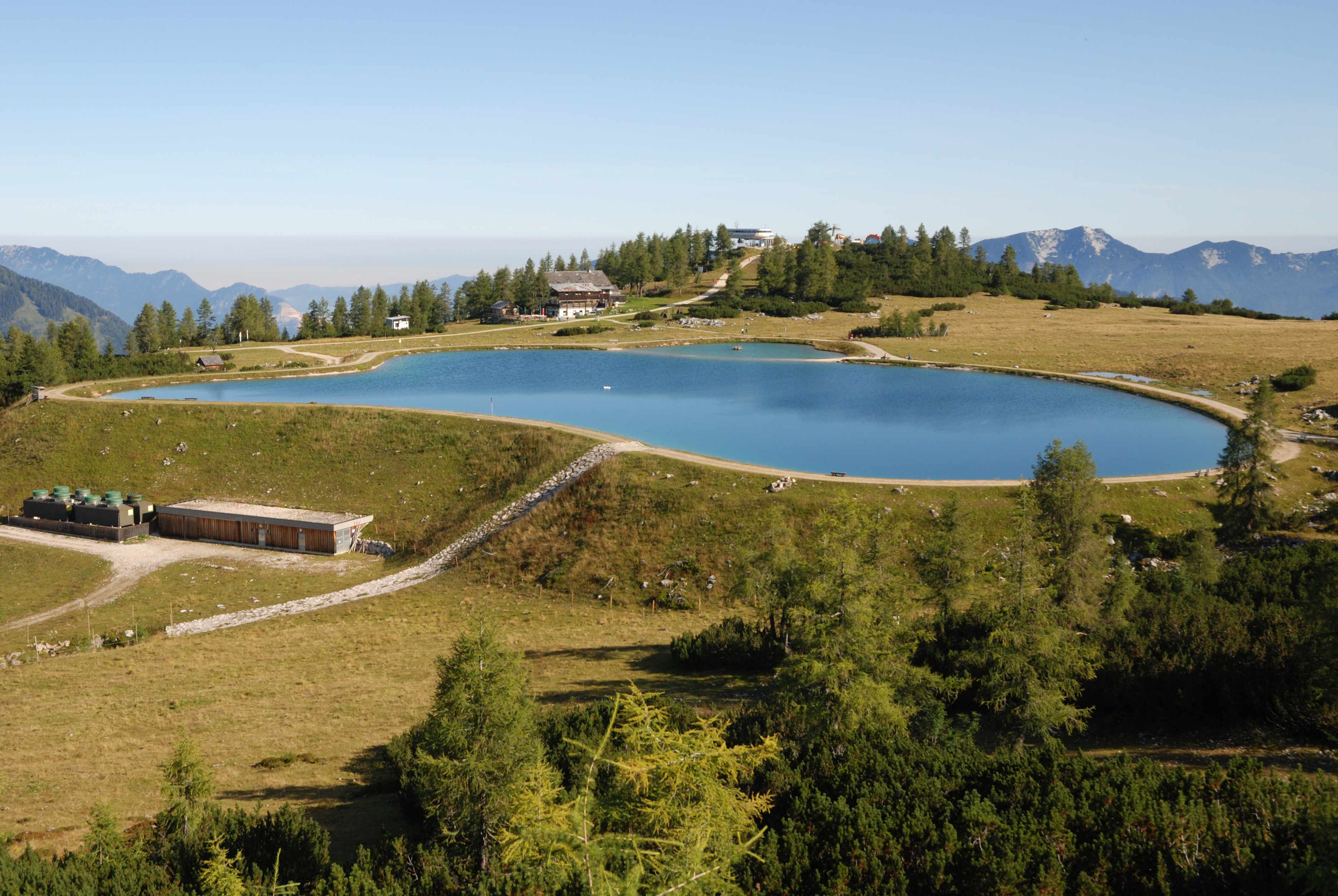
Speicherteich (Schafkögl) für das Skigebiet Hinterstoder-Höss, Oberösterreich

Eine einfache Faustformel besagt, dass zur Erzeugung von zwei Kubikmetern Kunstschnee sechs Kilowattstunden Energie und ein Kubikmeter Wasser benötigt werden. Jedoch hängt der tatsächliche Ressourcenverbrauch von einigen Faktoren ab und kann dabei stark variieren.
Ressourcenbilanz am Beispiel einer Propellerkanone mit 24 kW (Ventilator 15 kW, Kompressor 4 kW, Düsenheizung 4 kW, Sonstiges 1 kW):
Bei −3 °C sei ein Wasserdurchsatz von beispielsweise 1 Liter/Sekunde möglich und ergibt eine Schneeleistung von 9 m³/Stunde (Schneedichte 400 kg/m³), was einer Effizienz von etwa 3 kWh/m³ Schnee entspricht. Bei −10 °C kann die gleiche Maschine mit beispielsweise 7 Litern Wasser pro Sekunde arbeiten und erzeugt etwa 60 m³/h Kunstschnee. Das heißt, dass der Wirkungsgrad einer Beschneiungsanlage mit sinkender Temperatur steigt.
Weitere Energie muss für eine Hochdruckpumpe zur Wasserversorgung aufgewendet werden. Je nachdem, ob aus dem Tal oder aus einem Speicherteich, der höher liegt als der Aufstellort der Schneekanone, gefördert wird, variiert die erforderliche Leistung.
Im Sommer 2008 wurde im österreichischen Rauris eine Beschneiungsanlage in Betrieb genommen, die zusätzlich mit einem kleinen Wasserkraftwerk bestückt ist. Am oberen Ende der Wasserleitung befindet sich ein Teich, aus dem sowohl die Beschneiungsanlage als auch das Kleinkraftwerk gespeist werden. Der Teich wird von einem Wildbach gespeist. Wenn – wie im Sommer – keine Beschneiung stattfindet, wird das Kleinkraftwerk genutzt, um Elektrizität ins Netz einzuspeisen. Der Betreiber hofft, im Jahresmittel auf diese Weise nur so viel Elektrizität für die Beschneiung zu verbrauchen, wie selbst produziert wird.
Etwa 19.000 Schneekanonen gab es 2013 in Österreich. Pro Saison und pro Hektar mit Kunstschnee beschneiter Fläche wurden 2019 mehr als 4,5 Millionen Liter Wasser benötigt. Allein in Österreich wurden 2014 geschätzt 250.000 MWh Strom zur Beschneiung verbraucht. Die Alpinen Schneekanonen verbrauchten 2019 etwa so viel Energie wie 130.000 4-Personen-Haushalte.
In der Schweiz werden für die künstliche Beschneiung jährlich um die 60 bis 65 Gigawattstunden Strom verbraucht, was etwa 0,1 Prozent der in der Schweiz produzierten elektrischen Energie entspricht. Stark zugenommen hat die künstliche Beschneiung in der Schweiz ab den 1990er-Jahren. Waren 1991 erst rund ein Prozent der Pisten künstlich beschneibar, so waren es 2021 bereits 54 %. Dabei beträgt der jährliche Wasserverbrauch in etwa 13 Milliarden Liter.

## Feuchtkugeltemperatur
Für die Beschneiung spielt nicht nur die Lufttemperatur eine Rolle, sondern auch die relative Luftfeuchtigkeit. Die Feuchtkugeltemperatur beschreibt die maximale Abkühlung z. B. eines Wasser-Luft-Aerosoles aufgrund der Verdunstungskälte. Sie wird von Lufttemperatur und relativer Luftfeuchtigkeit beeinflusst und liegt immer dann unter der Ursprungstemperatur, wenn die relative Luftfeuchtigkeit <100 % ist. Je feuchter die Luft ist, desto weniger Feuchtigkeit kann sie noch aufnehmen. Das bedeutet, bei einer höheren Luftfeuchtigkeit sind tiefere Temperaturen nötig, damit Wassertröpfchen ausfrieren können.
Bei 0 °C tritt bei 90 % rel. Luftfeuchtigkeit eine Feuchtkugeltemperatur von −0,6 °C und bei 30 % rel. Luftfeuchtigkeit eine Feuchtkugeltemperatur von −4,3 °C ein.

Bei +2 °C wird bei 30 % Luftfeuchtigkeit eine Feuchtkugeltemperatur von −2,8 °C erreicht.
Bei einer geringen Luftfeuchtigkeit funktioniert die Beschneiung ausschließlich durch Verdunstungskälte auch bei leichten Plusgraden, bei hoher Luftfeuchtigkeit sind dafür Minusgrade nötig.  Für die ökonomisch sinnvolle Beschneiung wird eine Feuchtkugeltemperatur von −2,5 bis −2 °C als obere Grenze angesehen.

## Hilfsmittel
Sogenannte Snow-Inducer sind Protein-Partikel, die dem Wasser von Beschneiungsanlagen zugesetzt werden, um die Nukleationstemperatur durch Kristallisationskeime zu erhöhen.
Das Produkt Snomax wird in den USA seit 1987 eingesetzt, weiter ist die Verwendung von Snomax in Kanada, Norwegen, Japan, Schweden, Schweiz, Finnland, Chile und Australien zugelassen.
In Deutschland und Österreich wird der Einsatz kontrovers diskutiert. 2002 wurde eine Umweltverträglichkeitsprüfung durchgeführt. Snomax ist umstritten, da Pseudomonas-Bakterien verwendet werden. Die abgetöteten Pseudomonas syringae 31R werden mit dem Wasser in die Natur ausgebracht. Der Einsatz ist in Bayern verboten.
Kritiker befürchten, dass diese einen negativen Einfluss auf Fauna und Flora haben, sobald der Schnee im Frühjahr schmilzt und diese Verunreinigung auf den Feldern liegen bleibt.
Bei einer Befragung der Schweizer Seilbahnunternehmen im Jahr 2007 gaben rund 14 Prozent der Gebiete, die künstlichen Schnee herstellen, an, dass sie Zusätze wie Snomax verwenden.
Im August 2018 erlaubte das Tiroler Landesverwaltungsgericht einen Feldversuch in Seefeld mit abgetöteten Bakterien als Zusatz. Politiker verschiedener Parteien und das Gros der Seilbahnbetreiber wollen hingegen bei reinem Wasser bleiben.

## Historie der Schneekanone
Das Grundprinzip der Propellerkanone wurde Ende der 1940er Jahre durch Zufall in Kanada entdeckt, als ein Forscherteam unter der Leitung des Kanadiers Raymond T. Ringer Wasser in einem Windkanal bei tiefen Temperaturen sprühte, um die Vereisung von Düsentriebwerken zu untersuchen – und dadurch unerwünscht Schnee entstand.
Die erste Druckluftschneekanone wurde 1950 von Art Hunt, Dave Richey und Wayne Pierce vom amerikanischen Ski-Hersteller Tey Manufacturing als Reaktion auf einen Winter ohne Schnee erfunden, worauf 1954 ein Patent erteilt wurde, das jedoch später wegen früherer Forschungsarbeiten für nichtig erklärt wurde.
1958 meldete der Amerikaner Alden Hanson eine Propellerschneekanone zum Patent an, das 1961 erteilt wurde.
Die Gemeinde Siedelsbrunn im Odenwald kaufte und betrieb 1964 die erste Schneekanone.
Die Erfindung einer kompletten Beschneiungsanlage mit einem Lanzensystem (Oktober 1970) geht auf Herman K. Dupré zurück; derartige Anlagen nennt man auch HKD-Anlage (US-Patent 3,706,414).
Die erste europäische Niederdruck-Schneekanone (Propellermaschine) konstruierte 1968 Fritz Jakob von der Linde AG.
In der Schweiz wurden 1978 im Skigebiet von Savognin die ersten 10 Schneekanonen aufgestellt und eine Piste von 3 Kilometern beschneit. Die Anlage gilt als die erste Groß-Schneeanlage Europas.

## Umweltauswirkungen

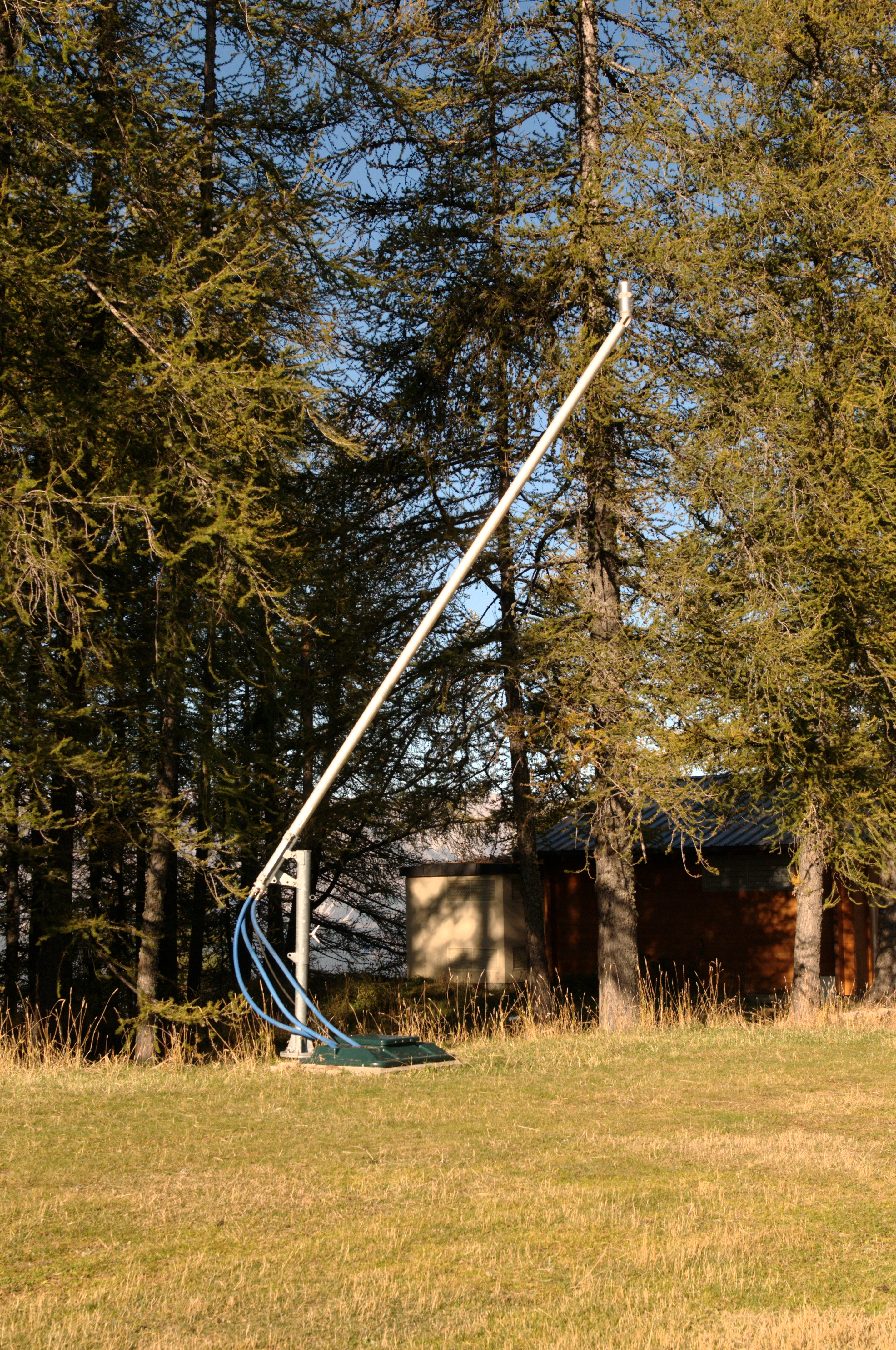
Beschneiungslanze im Herbst

Beim Einsatz von Schneeerzeugern stehen den Ansprüchen der Wintersportler auf möglichst „guten“ Schnee vor allem der hohe technische Aufwand bzw. die hohen ökonomischen und ökologischen Kosten gegenüber. Kritisiert wird von der OECD der enorme Einsatz an Wasser und Energie und der damit verbundene langfristige Schaden für die Umwelt, selbst wenn entsprechende Wasserspeicher angelegt werden. Zu beachten ist, dass der Energieverbrauch für die Beschneiung sehr bescheiden ausfällt, wenn auch berücksichtigt wird, dass für die An- und Abreisen in die Wintersportgebiete ein Vielfaches der Energie aufgewendet wird.
Um einen Hektar zu beschneien, werden etwa 3 Mio. Liter Wasser benötigt. Das Wasser fehlt während der Wintermonate in den Gewässern: Forscher haben festgestellt, dass seit Einführung der Schneekanonen bis zu 70 Prozent weniger Wasser in Bächen und Flüssen der französischen Alpen fließt.
Eine wissenschaftliche Arbeit aus dem Jahre 1999 nennt die folgenden negativen Effekte:
- Auswirkungen auf Vegetation und Boden
- Wasserhaushalt
  - Gehalt des Wassers an Mineralstoffen, Limnologie und Hydrologie, Restwassermenge, Speicherteiche
  - erhöhte Schmelzwassermenge, Durchfeuchtung angrenzender Hänge
- Auswirkungen auf angrenzende Waldökosysteme und auf das Wild
- Lärm

Es wurde festgestellt, dass der im Frühjahr länger liegende, vereiste Schnee den darunter liegenden Boden vom Luftsauerstoff stärker abschirmt als Naturschneepisten und so das Bodenklima negativ beeinflusst werde, wodurch die Vegetation benachteiligt sei.
Auch Umweltschäden durch Speicherteiche, die in vorher unberührten Gebirgsgegenden errichtet werden, können Ökosysteme zerstören. Der weitaus größte Teil der Investitionen in Beschneiungsanlagen sind Bodenarbeiten wie das Verlegen von Leitungen.
Die These, dass die künstlich Beschneiung durch Veränderung der Albedo sogar einen klimaschützenden Effekt haben könne, wie 2017 eine nicht in einer begutachteten Fachzeitschrift veröffentlichte Auftragsstudie für die österreichische Skiindustrie postulierte, bestätigte sich hingegen nicht. So kamen Wissenschaftler des Instituts für Meteorologie und Klimatologie der Universität für Bodenkultur Wien zum Ergebnis, dass diese Studie mit stark vereinfachter Methodik gearbeitet hatte, was zur starken Überschätzung des kühlenden Effektes führte. Unter anderem sei im Modell die Existenz von Bäumen nicht mit berücksichtigt worden. Bei Miteinbeziehung von Bäumen sei der Strahlungsantrieb bereits um 16 bis 46 Prozent geringer. Dadurch habe die Studie z. B. im besonders relevanten Frühling den Kühleffekt um das Sechsfache überschätzt. Auch hätte die Studie weitere durch den Skitourismus anfallende Emissionen nicht berücksichtigt. Die Studie für die Skiindustrie war bereits kurz nach Erscheinen von Wissenschaftlern kritisiert worden, wobei sowohl die verwendete Methodik starker Kritik ausgesetzt war als auch die Tatsache, dass die verwendeten Daten nicht offengelegt wurden. So kritisierte z. B. der Glaziologe Georg Kaser, dass bei der Studie gegen alle Grundprinzipien des „Kodex des wissenschaftlichen Forschens“ verstoßen worden sei. Auch habe er die Langfassung erst nach mehreren Anfragen bekommen. Zunächst hatte der Auftraggeber das Veröffentlichen der Langfassung untersagt.
Mehr als die Hälfte der CO2-Emissionen eines Skigebiets entstehen durch die Pistenpräparierung. Wobei der Strom für die Beschneiungsanlagen, der hinzu noch relativ einfach zu Ökostrom umgestellt werden kann, dabei mit Abstand nicht den größten Anteil besitzt. Beim Skigebiet Snow Space in Wagrain sind es laut Geschäftsführerin Christina König etwa 4150 Tonnen CO2-Emissionen pro Wintersaison für das ganze Skigebiet, wovon allein die Hälfte die mit Diesel betriebenen Pistenraupen emittieren.

## Recht

### Österreich
Der Leitfaden von 2011 für das wasserrechtliche Behördenverfahren von Beschneiungsanlagen soll eine bundesweit einheitliche Orientierung für Behörden, Sachverständige, Planer und Betreiber für das wasserrechtliche Behördenverfahren von Beschneiungsanlagen geben, ohne der Einzelfallprüfung vorzugreifen.
Dabei soll Planungssicherheit bei Neubewilligungen und bevorstehenden Wiederverleihungen hergestellt werden.
- Band 1 umfasst: Bewilligung und Überprüfung von Neuanlagen
- Band 2 umfasst: Wiederverleihungsverfahren von bestehenden Wasserrechten, Wiederkehrende Überprüfung, Vorkehrungen bei Erlöschung von Wasserbenutzungsrechten

Die Unterlagen wurden unter der Leitung von Thomas Eistert, Land Salzburg – Abteilung Wasser, in Zusammenarbeit mit allen betroffenen Bundesländern, dem damaligen Lebensministerium (Oberste Wasserrechtsbehörde, Staubeckenkommission, Wildbach- und Lawinenverbauung) und mit Unterstützung durch externe Experten ausgearbeitet. Der Fachverband der Seilbahnen und die Kammer der Architekten und Ingenieurkonsulenten wurden als Interessensvertreter eingebunden.

### Bayern
Errichtung und Betrieb von Beschneiungsanlagen sind nach Art. 35 des Bayerischen Wassergesetzes genehmigungspflichtig.

## Snowfarming
Wird Schnee in einem Winter für die nächste Wintersaison vorfabriziert, wird das Snowfarming (engl. „Anbau von Schnee“) genannt. Man nutzt dabei möglichst kalte Tage des Winters, um Schnee zu erzeugen, lagert diesen oben isoliert abgedeckt ein, um ihn über den Sommer zu bewahren und im Spätherbst zu ernten. In Ramsau am Dachstein wurde 2013 diese in der Schweiz schon länger verwendete Methode erstmals angewandt: Im kalten Januar wurden 5000 m³ Schnee etwa 10 m hoch angehäuft, rund 1 m dick mit Hackschnitzel, Vlies und Folie abgedeckt und in den ersten Novembertagen aus der den Sommer überdauernden Menge von dann 4000 m³ eine Langlaufloipe auf der grünen Wiese geschaffen, einige Wochen bevor die Nachttemperaturen die Erzeugung von Neuschnee erlaubt hätten. Eigentlich geht die Lagerung von Schnee und Eis – zur Kühlung von Bier und Fleisch – in Eiskellern zurück ins 18. Jahrhundert. Das Wort Eiskasten bzw. Eisschrank, das bis etwa 1900/1920 Geborene auch noch für den modernen Haushaltskühlschrank mit Kältemaschine verwendeten, geht zurück auf die Zeit, als noch der Eismann das Eis in die Straßen brachte, das zerhackt ins Eisfach aus verlötetem Zinkblech gefüllt wurde und so das Abteil darunter kühlte.